# Le Vieux-Cérier
Le Vieux-Cérier ist eine französische Gemeinde mit 131 Einwohnern (Stand: 1. Januar 2022) im Département Charente in der Region Nouvelle-Aquitaine (vor 2016 Poitou-Charentes); sie gehört zum Arrondissement Confolens und zum Kanton Charente-Bonnieure. 

## Geographie
Le Vieux-Cérier liegt etwa 45 Kilometer nordnordöstlich von Angoulême. Le Vieux-Cérier wird umgeben von den Nachbargemeinden Champagne-Mouton im Westen und Norden, Saint-Coutant im Norden und Osten, Saint-Laurent-de-Céris im Südosten, Le Grand-Madieu im Süden sowie Turgon im Südwesten.

## Bevölkerungsentwicklung
| Jahr                       | 1962 | 1968 | 1975 | 1982 | 1990 | 1999 | 2006 | 2019 |
| Einwohner                  | 303  | 282  | 243  | 199  | 154  | 134  | 142  | 127  |
| Quellen: Cassini und INSEE |      |      |      |      |      |      |      |      |

## Sehenswürdigkeiten
- Reste einer Turmhügelburg (Motte)
- Kirche Saint-Pierre-ès-Liens aus dem 15. Jahrhundert

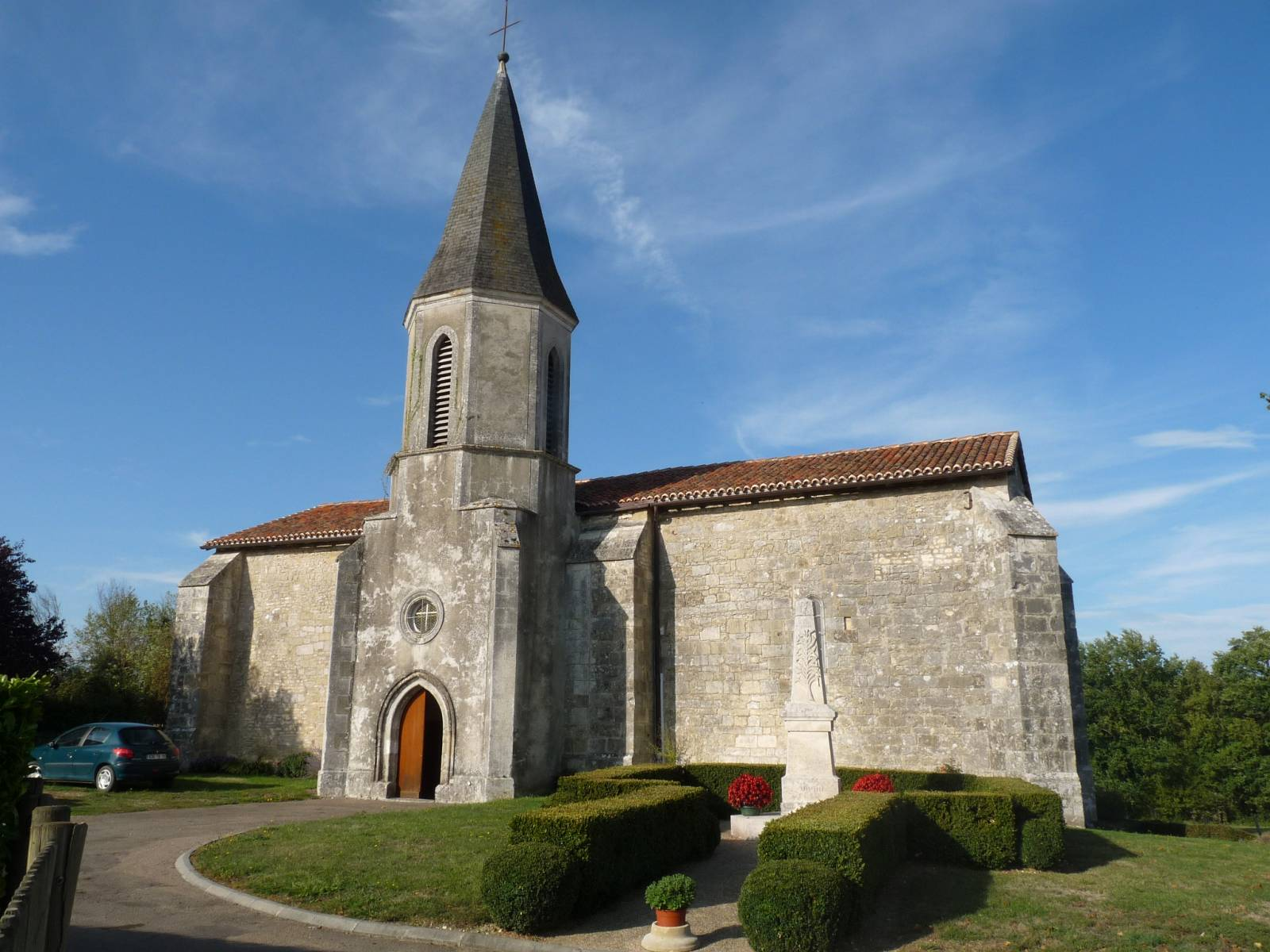
Kirche Saint-Pierre-ès-Liens

- Turm Majusier